# Bartholomeus Maton
Bartholomeus Maton, född mellan 1643 och 1646, troligen i Leiden, död sannolikt i Stockholm på 1680-talet, nederländsk genre- och porträttmålare som slutligen var bosatt i Sverige och vars flesta arbeten finns i Sverige.

## Biografi
Maton tillhörde 1666 Leidens borgargarde, var 1669 elev till Gerard Dou och blev 1671 medlem av Leidens målargille, i vilket han var ordförande 1674 och 1675. 1679 reste han till Sverige och är sannolikt identisk med en vinhandlare i Stockholm med samma namn. Att han 1682 sålde sitt hus i Leiden, tyder på, att han icke ämnade resa från Sverige. En Barthold Maton, sannolikt målaren-vinhandlaren, stod 1684 fadder vid ett barndop i Tyska kyrkan i Stockholm. 
Matons taflor är ytterst starkt påverkade av läraren och mycket sirligt och glatt målade. Konstnären är dock av särskildt intresse för oss, eftersom han bodde i Sverige och hans flesta arbeten befinner sig inom landets gränser. Så finnas i Ekmanska samlingen på Mö gård i Östergötland icke mindre än sex målningar av hans hand: Piprökaren, Läkaren, Lutspelerskan, Drucplockerskan, Dam med ett glas och Dam med en sill i handen, alla komna från Finspångsgalleriet, där det 1809 fanns ytterligare fem, nu försvunna, målningar, Gubbe och en ung kvinna, Skolmästaren, Gubbe och en ung kvinna, som dricker, Gumma med en käpp och Ung kvinna, som skämtar med en gubbe. Utom dessa, till formatet små tavlor, vilkas förekomst på Finspång förklaras därav, att en Maton, troligen målarens bror, hade anställning vid Finspångs styckebruk, fanns omkr. 1890 i Lewenhauptska samlingen på Mauritzberg ett större stilleben av Maton.
Hans arbeten träffas, ehuru sparsamt, även i utländska samlingar, såsom i Sixska samlingen i Amsterdam, i Arenbergska samlingen i Bruxelles, i Rotterdams museum, Museum Bredius, och Nationalmuseum i Stockholm.